# Kanton Le Haut-Minervois
Der Kanton Le Haut-Minervois ist ein französischer Wahlkreis im Département Aude in der Region Okzitanien. Er umfasst 23 Gemeinden im Arrondissement Carcassonne. Bei der landesweiten Neuordnung der französischen Kantone wurde er 2015 als Kanton Rieux-Minervois neu geschaffen. Durch einen weiteren Erlass erhielt der Kanton zum 1. Januar 2016 seinen jetzigen Namen.

## Gemeinden
Der Kanton besteht aus 23 Gemeinden mit insgesamt 15.893 Einwohnern (Stand: 1. Januar 2022) auf einer Gesamtfläche von 326,96 km²:
| Gemeinde                 | Einwohner 1. Januar 2022 | Fläche km² | Dichte Einw./km² | Code INSEE | Postleitzahl |
| ------------------------ | ------------------------ | ---------- | ---------------- | ---------- | ------------ |
| Aigues-Vives             | 536                      | 10,21      | 52               | 11001      | 11800        |
| Azille                   | 1.125                    | 23,33      | 48               | 11022      | 11700        |
| Bagnoles                 | 315                      | 5,63       | 56               | 11025      | 11600        |
| Cabrespine               | 179                      | 17,56      | 10               | 11056      | 11160        |
| Castans                  | 127                      | 17,01      | 7                | 11075      | 11160        |
| Caunes-Minervois         | 1.571                    | 27,84      | 56               | 11081      | 11160        |
| Citou                    | 99                       | 17,34      | 6                | 11092      | 11160        |
| La Redorte               | 1.275                    | 13,49      | 95               | 11190      | 11700        |
| Laure-Minervois          | 1.030                    | 39,23      | 26               | 11198      | 11800        |
| Lespinassière            | 136                      | 16,24      | 8                | 11200      | 11160        |
| Limousis                 | 124                      | 9,92       | 13               | 11205      | 11600        |
| Pépieux                  | 1.105                    | 9,85       | 112              | 11280      | 11700        |
| Peyriac-Minervois        | 1.142                    | 10,19      | 112              | 11286      | 11160        |
| Puichéric                | 1.194                    | 13,21      | 90               | 11301      | 11700        |
| Rieux-Minervois          | 1.966                    | 21,19      | 93               | 11315      | 11160        |
| Rustiques                | 515                      | 6,47       | 80               | 11330      | 11800        |
| Saint-Frichoux           | 225                      | 6,33       | 36               | 11342      | 11800        |
| Sallèles-Cabardès        | 117                      | 6,82       | 17               | 11368      | 11600        |
| Trassanel                | 26                       | 4,34       | 6                | 11395      | 11160        |
| Trausse                  | 609                      | 10,70      | 57               | 11396      | 11160        |
| Villarzel-Cabardès       | 270                      | 6,38       | 42               | 11416      | 11600        |
| Villegly                 | 1.227                    | 9,83       | 125              | 11426      | 11600        |
| Villeneuve-Minervois     | 980                      | 23,85      | 41               | 11433      | 11160        |
| Kanton Le Haut-Minervois | 15.893                   | 326,96     | 49               | 1115       | –            |

## Politik
| Vertreter im Departementrat | Vertreter im Departementrat            | Vertreter im Departementrat |
| Amtszeit                    | Namen                                  | Partei                      |
| --------------------------- | -------------------------------------- | --------------------------- |
| 2015–                       | Alain Ginies Françoise Navarro-Estalle | PS                          |